# Jotham Johnson
Jotham Johnson (* 21. Oktober 1905 in Newark; † 8. Februar 1967 in New York City) war ein US-amerikanischer Klassischer Archäologe.

## Leben
Jotham Johnson studierte Archäologie und Altertumswissenschaften an der Princeton University, wo er 1926 den Bachelor-Grad erlangte. Er setzte seine Studien an der American School of Classical Studies in Rome fort. Unter der Leitung von Michael Rostovtzeff nahm er an den Ausgrabungen in Dura Europos teil, über die er auch seine Dissertation Dura Studies schrieb (1931). Von 1931 bis 1933 leitete er die Ausgrabung der römischen Kolonie Minturnae (Minturno) in Italien, die von der University of Pennsylvania durchgeführt wurden. Anschließend arbeitete er als Dozent, später Professor für Altertumswissenschaft an der New York University. Von 1961 bis 1964 war Johnson Präsident des Archaeological Institute of America und geschäftsführender Herausgeber der Zeitschrift Archaeology.

## Schriften (Auswahl)
- Dura Studies. Philadelphia 1931 (Dissertation)
- Excavations at Minturnae II. Inscriptions. Part 1: Republican magistri. Philadelphia 1933
- Excavations at Minturnae I. Monuments of the Republican Forum. Philadelphia 1935
- Minturnae. In: Paulys Realencyclopädie der classischen Altertumswissenschaft (RE). Supplementband VII, Stuttgart 1940, Sp. 458–494.